# Цалоевы
Цало́евы (осет. Цæлойтæ) — осетинская фамилия.

## Антропонимика
Из осетинского цæл ‘угощение; пир’ + -ой; ― букв. ‘любитель угощать, пировать’.

## Происхождение
Предком рода Цалоевых называется Цалой, который по преданиям происходит из клана Царазон-Цахиловых. Представители фамилии проживали в Алагирском обществе Осетии, в селениях Архон и Мизур. При переселении на равнину Цалоевы значатся в числе первопоселенцев в селении Хумалаг, где образовали свой квартал (осет. Цæлойты сых).

## Генеалогия
Родственными фамилиями (осет. æрвадæлтæ) Цалоевых являются — Бутаевы, Габисовы, Каргиновы, Кодоевы.

## Известные представители
- Борис Григорьевич Цалоев (1919 – 1999) — командир батареи 28 армии, гвардии майор, награждён орденами Красной Звезды, Отечественной войны и Александра Невского.
- Виктор Туганович Цалоев — директор средней школы №1 города Владикавказ.
- Фёдор Тимофеевич Цалоев (р. 1900) — первый секретарь Правобережного райкома ВКП(б).

### Спорт
- Азам Иссаевич Цалоев (1986) — мастер спорта по рукопашному бою.
- Георгий Таймуразович Цалоев (1979) — мастер спорта по боксу.
- Казбек Урузмагович Цалоев (1971) — главный тренер футбольного клуба «Автодор».
- Майрам Харитонович Цалоев (1959) — чемпион России по армспорту (1992, 1993, 1994, 1995, 2000), заслуженный тренер.
- Тамерлан Павлович Цалоев — мастер спорта по тхэквондо.